# No New York
No New York è una compilation pubblicata nel 1978 dalla Antilles Records; venne prodotta da Brian Eno ed  è considerata il manifesto della scena musicale newyorkese No Wave. È composta da brani dei principali gruppi musicali no wave di New York: i Contortions di James Chance, i Teenage Jesus and the Jerks di Lydia Lunch, Mars ed i DNA di Arto Lindsay.

## Tracce

### Lato A
1. Dish It Out – 3:17 (James Chance) – Contortions
2. Flip Your Face – 3:13 (Chance) – Contortions
3. Jaded – 3:49 (Chance) – Contortions
4. I Can't Stand Myself – 4:52 (James Brown, arr. Contortions) – Contortions
5. Burning Rubber – 1:45 (Lydia Lunch) – Teenage Jesus and the Jerks
6. The Closet – 3:53 (Lunch) – Teenage Jesus and the Jerks
7. Red Alert – 0:34 (Lunch) – Teenage Jesus and the Jerks
8. I Woke Up Dreaming – 3:10 (Lunch) – Teenage Jesus and the Jerks

### Lato B
1. Helen Fordsdale – 2:30 (Nancy Arlen, China Burg, Mark Cunningham, Sumner Crane) – Mars
2. Hairwaves – 3:43 (Arlen, Burg, Cunningham, Crane) – Mars
3. Tunnel – 2:41 (Arlen, Burg, Cunningham, Crane) – Mars
4. Puerto Rican Ghost – 1:08 (Arlen, Burg, Cunningham, Crane) – Mars
5. Egomaniac's Kiss – 2:11 (Robin Crutchfield, Arto Lindsay) – DNA
6. Lionel – 2:07 (Crutchfield, Lindsay) – DNA
7. Not Moving – 2:40 (Crutchfield, Lindsay) – DNA
8. Size – 2:13 (Crutchfield, Lindsay) – DNA

## Formazioni

### Contortions
- James Chance — sassofono, voce
- Don Christensen — batteria
- Jody Harris — chitarra elettrica
- Pat Place — slide guitar
- George Scott III — basso
- Adele Bertei — Acetone organo

### Teenage Jesus and the Jerks
- Lydia Lunch — chitarra, voce
- Gordon Stevenson — basso
- Bradley Field — batteria

### Mars
- Sumner Crane — chitarra, voce
- China Burg — chitarra, voce
- Mark Cunningham — basso, voce
- Nancy Arlen — batteria

### DNA
- Arto Lindsay — chitarra, voce
- Robin Crutchfield — organo, voce
- Ikue Ile — batteria

### Altri
- Brian Eno — produttore discografico, disegnatore e fotografo copertina
- Kurt Munkasci - tecnico del suono
- Vishek Woszcyk — tecnico del suono
- Roddy Hui — assistente
- Steven Keister — disegnatore copertina